# Staartkikkers
Staartkikkers (Ascaphidae) zijn een familie van kikkers (Anura). De groep werd voor het eerst wetenschappelijk beschreven door G. J. Fejérváry in 1923. Er zijn twee soorten die voorkomen in delen van oostelijk Noord-Amerika.
Staartkikkers werden lange tijd gezien als vertegenwoordigers van de Nieuw-Zeelandse oerkikkers (Leiopelmatidae). Deze soorten komen echter voor aan de andere kant van de wereld in Nieuw-Zeeland. Hierdoor worden de staartkikkers tegenwoordig als een aparte familie van kikkers gezien.

## Taxonomie
Geslacht Ascaphus
- Soort Staartkikker (Ascaphus truei)
- Soort Ascaphus montanus

De volgende soort behoort tot de familie Ascaphidae maar is uitgestorven.

Geslacht Vieraella †
- Soort Vieraella herbsti †

Allophrynidae · 
Alsodidae · 
Alytidae · 
Aromobatidae · 
Arthroleptidae · 
Myobatrachidae · 
Batrachylidae · 
Blaasoppies · 
Bombinatoridae · 
Boomkikkers · 
Brachycephalidae · 
Calyptocephalellidae · 
Ceratobatrachidae · 
Ceratophryidae · 
Conrauidae · 
Craugastoridae · 
Cycloramphidae · 
Dicroglossidae · 
Echte kikkers · 
Eleutherodactylidae · 
Fluitkikkers · 
Glaskikkers · 
Gouden kikkers · 
Graafkikkers · 
Hemiphractidae · 
Hylodidae · 
Knoflookpadden · 
Limnodynastidae · 
Megophryidae · 
Mexicaanse gravende padden · 
Micrixalidae · 
Microhylidae · 
Nasikabatrachidae · 
Nieuw-Zeelandse oerkikkers · 
Nyctibatrachidae · 
Odontobatrachidae · 
Odontophrynidae · 
Padden · 
Pelodytidae · 
Petropedetidae · 
Phrynobatrachidae · 
Pijlgifkikkers · 
Ptychadenidae · 
Pyxicephalidae · 
Ranixalidae · 
Rhinodermatidae · 
Rietkikkers · 
Scaphiopodidae · 
Schuimnestboomkikkers · 
Seychellenkikkers · 
Spookkikkers · 
Staartkikkers · 
Telmatobiidae · 
Tongloze kikkers